# Mattikatti, Badami
Mattikatti là một làng thuộc tehsil Badami, huyện Bagalkot, bang Karnataka, Ấn Độ.